# Milwaukee County Zoo

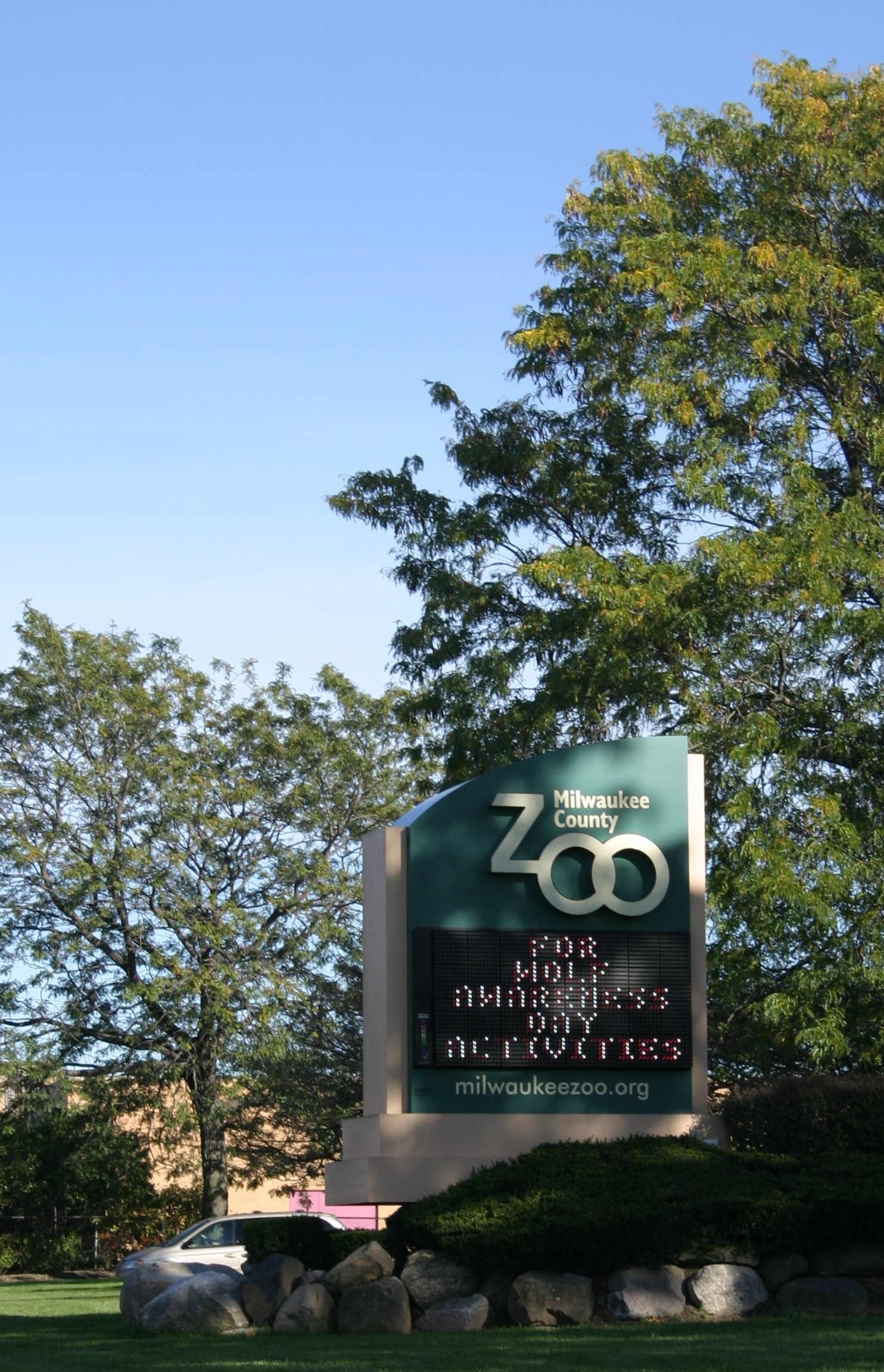
Znak przy wejściu do Milwaukee County Zoo

Milwaukee County Zoo (oficjalna nazwa Milwaukee County Zoological Gardens) – ogród zoologiczny w Milwaukee w stanie Wisconsin (Stany Zjednoczone). W zoo mieszka 2500 zwierząt na powierzchni 800 000 m². W ogrodzie tym po raz pierwszy w niewoli urodził się niedźwiedź polarny. Zoo jest także domem największej grupy, poza granicami Kongo, szympansów karłowatych.